# Pseudophimosia
Pseudophimosia is een kevergeslacht uit de familie van de boktorren (Cerambycidae). De wetenschappelijke naam van het geslacht werd voor het eerst geldig gepubliceerd in 1991 door Delfino.

## Soorten
Pseudophimosia omvat de volgende soorten:
- Pseudophimosia eburioides (White, 1853)
- Pseudophimosia sexlineata (Buquet, 1859)